# Operațiunea Î
Operațiunea Î și celelalte aventuri ale lui Șurik (1965), sau Operațiunea Î (în rusă Операция «Ы» и другие приключения Шурика, uneori transliterat greșit ca Operațiunea Y), este un film sovietic de comedie regizat de Leonid Gaidai, cu Aleksandr Demianenko (ca Șurik) și Aleksei Smirnov (ca Fedea) în rolurile principale.
Filmul este format din trei segmente, singura legătură între ele fiind prezența lui Șurik: „Colegul”, „Deja-vu” și „Operațiunea Î”.

## Rezumat

### „Colegul”
Într-un autobuz, un bețiv numit Fedia s-a așezat pe locul destinat copiilor și persoanelor cu dizabilități. Fedia refuză să cedeze locul unei femei însărcinate pe motiv că ea nu este nici copil nici handicapată. Șurik, un student, își pune ochelarii de soare și se preface că este orb, Fedia când îl vede îi oferă locul. Dar Șurik își scoate ochelarii și-i oferă locul femeii însărcinate. Fedia se enervează tare și începe un scandal monstru. Drept urmare, Fedia este arestat și condamnat la 15 zile în folosul comunității. Ironic, Fedia este trimis să muncească tocmai pe un șantier unde cel care trebuie să-l educe și să se ocupe de el este chiar Șurik. Fedia nu lucrează cum trebuie, mai mult îi mai trage și la măsea, așa că începe iar o bătaie cu Șurik prin șantier. În cele din urmă Șurik îl prinde și-l leagă pe Fedia în câteva suluri de tapete și îi dă o bătaie cu bățul la fund. În final, Fedia apare ca fiind reeducat de Șurik. 

### „Deja-vu”
A venit vremea examenelor la Universitate și toată lumea caută cu disperare să citească cursurile. Șurik găsește în cele din urmă cursul care-i trebuie în mâinile unei fete, Lida, studentă la o clasă paralelă la aceeași Universitate. Șurik și Lida devin așa de concentrați de lectură că nici nu se văd la față, chiar mai mult merg citind pe drum și ajung la fată acasă, mănâncă, se întind în pat și citesc tot timpul, apoi se ridică și pleacă amândoi la facultate ca să dea examen fără să se vadă încă față în față. Pe culoare, Șurik este distras de un coleg de la citirea caietului fetei cu cursurile și astfel se despart. După ce trece cu bine examenul, un coleg îi face cunoștință cu Lida de care se îndrăgostește la „prima” vedere (dar nu o recunoaște ca fiind cea cu cursurile). O conduce pe Lida acasă, dar au probleme cu un câine din vecini. Șurik îi cere fetei o bucată din salam din poșetă și pune cinci somnifere pe care le dă la câine. Dar câinele mănâncă salamul și nu se atinge de somnifere. Șurik prinde o mâță neagră și i-o aruncă câinelui care fuge după ea. Lida reușește să intre în bloc, dar câinele se ia după Șurik care aleargă și el în bloc cu pisica pe umăr. Câinele îi rupe pantalonii lui Șurik care intră în camera fetei pentru a-i coase. Aici începe să aibă sentimentul de deja-vu: recunoaște obiecte, mirosuri și sunete din cameră, dar este sigur că n-a mai fost niciodată aici. Lida presupune că el este telepat și scrie o poruncă pe o foaie să vadă dacă Șurik va ști să facă ce scrie acolo. Ea scris caută iepurașul de pluș dar el crede că a scris s-o sărute, așa că o pupă pe obraz. Lida rupe biletul și-i spune că a fost pe aproape. Cei doi se sărută și decid ca să se întâlnească după următorul examen.

### „Operațiunea Î”
Directorul unei magazii, ca să nu fie prins cu lipsuri în gestiune la viitorul control, dorește să însceneze un jaf ca să scape basma curată. Așa că angajează trei infractori ca să însceneze un jaf: trei indivizi porecliți Idiotu' (Балбес), Lașu' (Трус) și Experimentatu' (Бывалый). De pază în noaptea jafului trebuia să stea Babușca, o femeie bătrână, așa că celor trei le-ar fi fost ușor s-o neutralizeze cu o batistă cu cloroform.  Dar nepotul ei, Șurik, îi ia locul și cei trei intră în mari belele. În cele din urmă, după mai multe conflicte, toți patru sunt căzuți la podea, alături de un șoarece care stă cu burta în sus adormit de cloroform. Babușca îi leagă pe cei trei infractori și îi duce la miliție.

## Distribuție
- Aleksandr Demianenko — Șurik

### „Colegul”
- Aleksei Smirnov —  Fedia
- Vladimir Basov —  Polițistul
- Emmanuil Geller — Pasagerul cu umbrelă
- Rina Zelionaia — O femeie din autobuz
- Victor Uralski — Bucătarul de la șantier
- Mihail Pugovkin — Pavel Stepanovici, Șeful echipei de lucrări de la șantier
- Valentina Berezuțkaia — Femeia însărcinată

### „Deja-vu”
- Natalia Selezniova — Lida
- Svetlana Agheieva — Prietena Lidei
- Vladimir Rautbart — Profesorul
- Viktor Pavlov — „Dub”
- Valeri Nosik — Studentul trișor (care se prefăcea că-l doare măseaua ca să ascundă casca)
- Georgi Georgiu — Vecinul Lidei
- Zoia Fedorova —  Vecina Lidei

### „Operațiunea Î”
- Iuri Nikulin — „Idiotul”
- Gheorghi Vițin – „Lașul”
- Evgheni Morgunov — „Experimentatul”
- Vladimir Vladislavski — Directorul magaziei
- Maria Kravciunovskaia — Bunica
- Tania Gradova — Nepoata Lenușca
- V. Komarovschi — Șoferul camionului
- Aleksei Smirnov — Consumatorul de la piață

## Lansare
A fost lansat în anul 1965 și a avut parte de mare succes comercial, fiind vizionat de 39,6 milioane de spectatori în cinematografele din Uniunea Sovietică.